# Ștefan Blega
Ștefan Valentin Blega (* 5. September 1998) ist ein ehemaliger rumänischer Skispringer.

## Werdegang
Ștefan Blega startete international erstmals im FIS Cup, und zwar im Rahmen zweier Wettbewerbe in Štrbské Pleso am 8. und 9. Januar 2011, bei denen er die Plätze 53 und 52 belegte. Von da an nahm er regelmäßig an weiteren FIS-Cup-Wettbewerben teil; seine beste Platzierung dabei waren ein sechster und achter Platz in Râșnov im Februar 2014. Blega debütierte am 11. und 12. Januar 2014 in Courchevel im Continental Cup, wo er einmal den 70. Platz belegte und einmal disqualifiziert wurde. Danach folgten regelmäßig weitere Starts, eine Top-30-Platzierung und damit Continental-Cup-Punkte konnte er jedoch nicht erreichen.
Bei den Rumänischen Meisterschaften 2012 in Râșnov gewann Blega im Mannschaftswettbewerb zusammen mit Remus Tudor und Nicolae Sorin Mitrofan die Goldmedaille.
In den Saisons 2013/14 und 2014/15 gewann Blega die Gesamtwertung des FIS-Carpath-Cup.